# 設樂博
設樂博（日语：／ Shidara Hiroshi，1936年9月11日—），日本男性動畫演出家、動畫導演。出身於山形縣村山市。日本大學藝術學院畢業。

## 來歷
1960年春天，設樂博大學畢業後加入東映。在京都攝影分所工作大約兩年後，他轉到東映動畫。1965年，以《宇宙巡邏員霍帕》作為電視動畫演出家出道。此後，他負責導演了《魔法使莎莉 (1966年版)》、《鬼太郎 (第1作)》、《虎面人》、《惡魔人》、《玲瓏三勇士S》等多部電視動畫。
演出家設樂宏的名字因1976年電視動畫《小甜甜》而聲名鵲起，並首次擔任總導演（＝導演）。這部作品大受歡迎後，設樂博繼續擔任「東映動畫少女系列」的總導演（後來的系列導演），包括《花仙子露露》、《魔法少女拉拉貝爾》、《你好！珊蒂貝爾》。
即使在50歲之後，他仍然作為演出家活躍，執導了《超仙魔大戰》、《GS美神》等電影（目前他已從演出業退休）。

## 參加作品
- 宇宙巡邏員霍帕（日语：宇宙パトロールホッパ）（演出）
- 魔法使莎莉 (1966年版)（演出）
- 鬼太郎 (第1作)（演出）
- 虎面人（演出）
- 惡魔人（演出）
- 玲瓏三勇士S（演出[1]）
- 甜心戰士（演出[2]）
- 魔女小惠（演出）
- 世界名作童話 漫畫系列（日语：世界名作童話 まんがシリーズ）（演出[3]）
  - 北風與太陽
- UFO機器人 古連泰沙（演出）
- 小甜甜（總導演[注 1]、演出）
- 花仙子露露（總導演、演出）
- 魔法少女拉拉貝爾（總導演、演出）
- 你好！珊蒂貝爾（日语：ハロー!サンディベル）（總導演、演出）
- 帕塔里洛（日语：パタリロ!）（演出）
- 高帽子的梅莫兒（演出）
- 俏皮小百寶（系列導演[4]、演出）
- 楓葉鎮物語（演出[5]）
- 新楓葉鎮物語 棕櫚鎮篇（系列導演[6]、演出）
- 淑女小琳（日语：レディ!!#レディレディ!!）（系列導演[7]、演出）
- 妳好！淑女小琳（日语：レディ!!#ハロー！レディリン）（系列導演[8]、演出）
- 魔法使莎莉 (1989年版)（演出）
- 超仙魔大戰（演出）
- GS美神（演出）
- 橘子醬男孩（演出）
- 動畫世界的童話（日语：世界名作童話シリーズ ワ〜ォ!メルヘン王国）（系列導演）
- 近所物語（演出）

## 腳註

## 相關項目
- 東映動畫
- 日本動畫師列表（日语：アニメ関係者一覧）